# David Buss
David Buss (n. 14 de abril de 1953) es un catedrático y autor de psicología social y sociología estadounidense. Imparte clases en la Universidad de Texas en Austin y es particularmente conocido por sus estudios acerca de las diferencias entre hombres y mujeres en la selección sexual, desde el análisis de la psicología evolucionista y un enfoque antropológico. 
Buss obtuvo el doctorado cum laude en Berkeley en 1981, tras lo cual se dedicó a la investigación y a la docencia en las universidades de Harvard y Míchigan. La mayor parte de sus investigaciones tratan sobre las estrategias sociológicas de emparejamiento, el conflicto entre sexos, el estatus social y fenómenos antisociales como el asesinato, los celos y el acoso, estudios por los que ha recibido diversos reconocimientos. Fue galardonado por su obra La evolución del deseo.